# Баунти (фильм)
«Ба́унти» (англ. The Bounty) — британский фильм 1984 года. Сюжет основан на реальных событиях и романе Ричарда Хьюга «Капитан Блай и мистер Кристиан».

## Сюжет
Сюжет построен как показания капитана Блая во время суда по поводу мятежа на корабле «Баунти».
В 1787 «Баунти» был снаряжён в плавание на Таити за хлебным деревом, которое тогда считалось перспективной культурой для колоний. Блай предложил молодому офицеру Флетчеру Кристиану пост помощника штурмана. Плавание складывалось непросто. Команда была слишком велика для небольшого корабля. Капитан для поддержания духа насаждал странные порядки, требуя, например, чтобы матросы раз в день танцевали на палубе. Капитан выбрал кругосветный маршрут с переходом вокруг Южной Америки, огибая мыс Горн. Мореплаватели столкнулись с плохой погодой и были вынуждены пережидать спокойного ветра, прибыв на Таити в октябре 1788 года.
На островах их ждал тёплый приём. Вскоре началось разложение команды из-за чудесного тропического климата, спокойной сытной жизни, общения с туземными женщинами. Кристиан, полюбивший дочь вождя Мауатуа, совсем потерял связь с командой. Блай был вынужден насаждать дисциплину самыми жестоким образом. Группу моряков, попытавшихся бежать, подвергли телесным наказаниям. 
После многомесячной стоянки корабль с саженцами деревьев отправился в обратный путь. Капитан изматывал офицеров и моряков постоянными придирками. Волнения среди матросов закончились бунтом и захватом власти на корабле. Кристиан объявил себя капитаном, а Уильяма Блая и верных ему людей высадил на шлюпку. Недалеко был остров Тофуа, но местные жители оказались враждебны к чужакам.
Проявив исключительное мужество и лидерские качества, Блай проплыл на шлюпке с 18 людьми несколько тысяч миль, страдая от непогоды, нехватки воды и провизии. В итоге они высадились на одном из островов Фиджи. В 1790 году капитан вернулся в Англию, закончив кругосветное путешествие героем. Против него началось следствие.
Бунтовщики на захваченном «Баунти» вернулись на Таити к своим подругам. Однако местный правитель король Тина, опасаясь карательных мер со стороны Англии, попросил беглецов убраться с острова. После длительного путешествия и раздоров внутри команды мятежники добрались до острова Питкерн. Здесь они сожгли корабль и остались навсегда. 
В финальной сцене сообщается, что суд полностью оправдал капитана Уильяма Блая и восстановил в правах. Спустя 18 лет китобойное судно обнаружило остров Питкерн, немногочисленное население которого составляли мужчина Джон Адамс с 9 женщинами и 23 детьми. Судьба Флетчера Кристиана осталась доподлинно неизвестна: некоторые считали, что он сумел возвратиться в Англию. Его потомки живут на острове Питкерн и поныне.

## В ролях
- Мел Гибсон — помощник капитана Флетчер Кристиан
- Энтони Хопкинс — капитан Уильям Блай
- Лоренс Оливье — адмирал Худ
- Эдвард Фокс — капитан Гритэм
- Дэниел Дэй-Льюис — штурман Джон Фрайер (англ. John Fryer (Royal Navy officer))
- Бернард Хилл — боцман Уильям Коул
- Фил Дэвис — гардемарин Эдвард «Нэд» Янг (англ. Ned Young)
- Лиам Нисон — капрал Чарльз Черчиль
- Ви Куки Каа — король Таити Тина
- Тивет Вернет — дочь короля Мауатуа
- Филипп Мартин Браун — моряк Джон Адамс
- Саймон Чендлер — ботаник Дэвид Нельсон (англ. David Nelson (botanical collector))
- Малколм Террис — корабельный врач Thomas Huggan
- Саймон Адамс — мичман Питер Хейвуд
- Джон Сешнс — стюард Джон Смит
- Эндрю Уайлд — старший матрос Уильям Маккой (англ. William McCoy (mutineer))
- Нил Морисси — старший матрос Мэттью Куинтал (англ. Matthew Quintal)
- Ричард Грэм — помощник оружейного мастера Джон Миллс
- Декстер Флетчер — старший матрос Томас Эллисон (англ. Thomas Ellison (mutineer))
- Пит Ли-Уилсон — плотник Уильям Парселл
- Йон Гэдсби — квартирмейстер Джон Нортон
- Брэндан Конрой — мясник Роберт Ламб
- Барри Дрансфилд — старший матрос Майкл Бирн (англ. Michael Byrne (sailor))